# Tan Xue
Tan Xue (谭雪S, Tán XuěP; Tientsin, 30 gennaio 1984) è una schermitrice cinese, specializzata nella sciabola. Ha vinto due medaglie d'argento e una di bronzo nella scherma ai Giochi olimpici e una Coppa del Mondo di scherma.